# Bly (Oregon)
Bly az Amerikai Egyesült Államok északnyugati részén, Oregon állam Klamath megyéjében elhelyezkedő statisztikai település. A 2020. évi népszámláláskor 207 lakosa volt.
A települést érinti a California and Eastern Railway vasútvonalának helyén kialakított OC&E Woods Line State Trail túraútvonal.

## Története
Neve az elhelyezkedésére utaló klamath nyelvű p’lai („felül” vagy „magasan”) szóból ered. Sprague River postahivatala 1873-ban nyílt meg, a helység mai nevét tíz évvel később vette fel; ekkor Bly a Klamath rezervátum keleti határán feküdt.
1900 körül két vegyesboltja, két szállója és egy szalonja volt. Egy 1905-ben megjelent kiadvány a „körzet” népességét 750 főre tette; a térség lakói ekkor főleg marha-, ló- és öszvértenyésztésből éltek, a fontosabb takarmányfélék a zab, lóhere és széna voltak.
1935-ben az erdőszolgálat a Fremont Nemzeti Erdő nyugati részén 16 ezer négyzetkilométeren őrhelyet alakított ki; a területért 625 dollárt (2024-ben 25 375 dollár) fizettek. Az őrhelyet Perry Smith vadőr felügyelete alatt a polgári védelem építette ki; az első hét épület 1936 és 1942 között készült el, az 1960-as években pedig irodaépületet létesítettek. Az őrhely 1981-ben bekerült a történelmi helyek jegyzékébe.

### A második világháborúban
1945. május 5-én hat piknikező meghalt, amikor az általuk megtalált japán tűzballon felrobbant; holttestüket az egyik áldozat férje, Archie E. Mitchell tiszteletes fedezte fel. Családjukat a kormány kompenzálta; a Mitchell pihenőhelyen emlékművet emeltek.

## Földrajz és éghajlat

### Földrajz
A helység a megye délkeleti részén, az Oregon Route 140 mentén fekszik. Közúton Lakeview 60, Klamath Falls pedig 80 kilométerre fekszik.
Az északnyugatit kivéve minden oldalról a Fremont Nemzeti Erdő határolja. A települést keresztező Fish Hole folyó északra torkollik a Sprague folyó déli ágába. A Gearhart-hegyi erdőség 16 kilométerre északkeletre fekszik.

### Éghajlat
A település éghajlata mediterrán (a Köppen-skála szerint Csb).

## Népesség
| Lakosok száma | 100  | 100  | 600  | 800  | 600  | 500  | 750  | 750  | 486  | 207  |
|               | 1910 | 1920 | 1940 | 1950 | 1960 | 1970 | 1980 | 1990 | 2000 | 2020 |

## Fordítás
- Ez a szócikk részben vagy egészben  a   Bly, Oregon című angol Wikipédia-szócikk ezen változatának fordításán alapul.  Az eredeti cikk szerkesztőit annak laptörténete sorolja fel. Ez a jelzés csupán a megfogalmazás eredetét és a szerzői jogokat jelzi, nem szolgál a cikkben szereplő információk forrásmegjelöléseként.